# Jezevec americký
Jezevec americký (Taxidea taxus) je severoamerická šelma z čeledi lasicovitých. Spí zimním spánkem v „lůžku“, které si vystlal listím a mechem. Někdy, když je teplý den, vstane, aby cosi pojedl.

## Popis
Zavalité tělo je porostlé stříbřitě šedou srstí, na hlavě má jezevec americký charakteristickou černobílou kresbu. Oči a uši jsou poměrně malé. Krátké končetiny jsou opatřeny silnými drápy, které slouží k hrabání nor.

## Rozšíření
Tento jezevec obývá především Velké pláně, ale lze ho zahlédnout i ve Skalnatých horách a v polopouštích na jihu USA.

## Potrava
Jezevec americký je převážně masožravý. Živí se zejména sysly, psouny a pytlonoši, jež vyhrabává z jejich podzemních úkrytů. K jeho potravě patří také hadi včetně chřestýšů, vejce a mláďata na zemi hnízdících ptáků, hmyz (především larvy a medové zásoby divokých včel). Konzumuje také houby a rostlinnou potravu, zejména oddenky a hlízy, ale také semena včetně dozrávající kukuřice.

## Rozmnožování
Podobně jako u jiných lasicovitých šelem je i pro jezevce amerického typická prodloužená (latentní) březost – přestávka ve vývoji vajíčka trvá šest měsíců. Ve vrhu bývá 3–5 mláďat.

## Způsob života
Tato zvířata si hloubí nory, které mohou sahat až do hloubky 10 metrů. Asi od prosince do dubna upadají do tzv. nepravého zimního spánku – jejich tělesná teplota poklesne jen málo a častěji se probouzejí.